# 몽펠리에 HSC (여자)

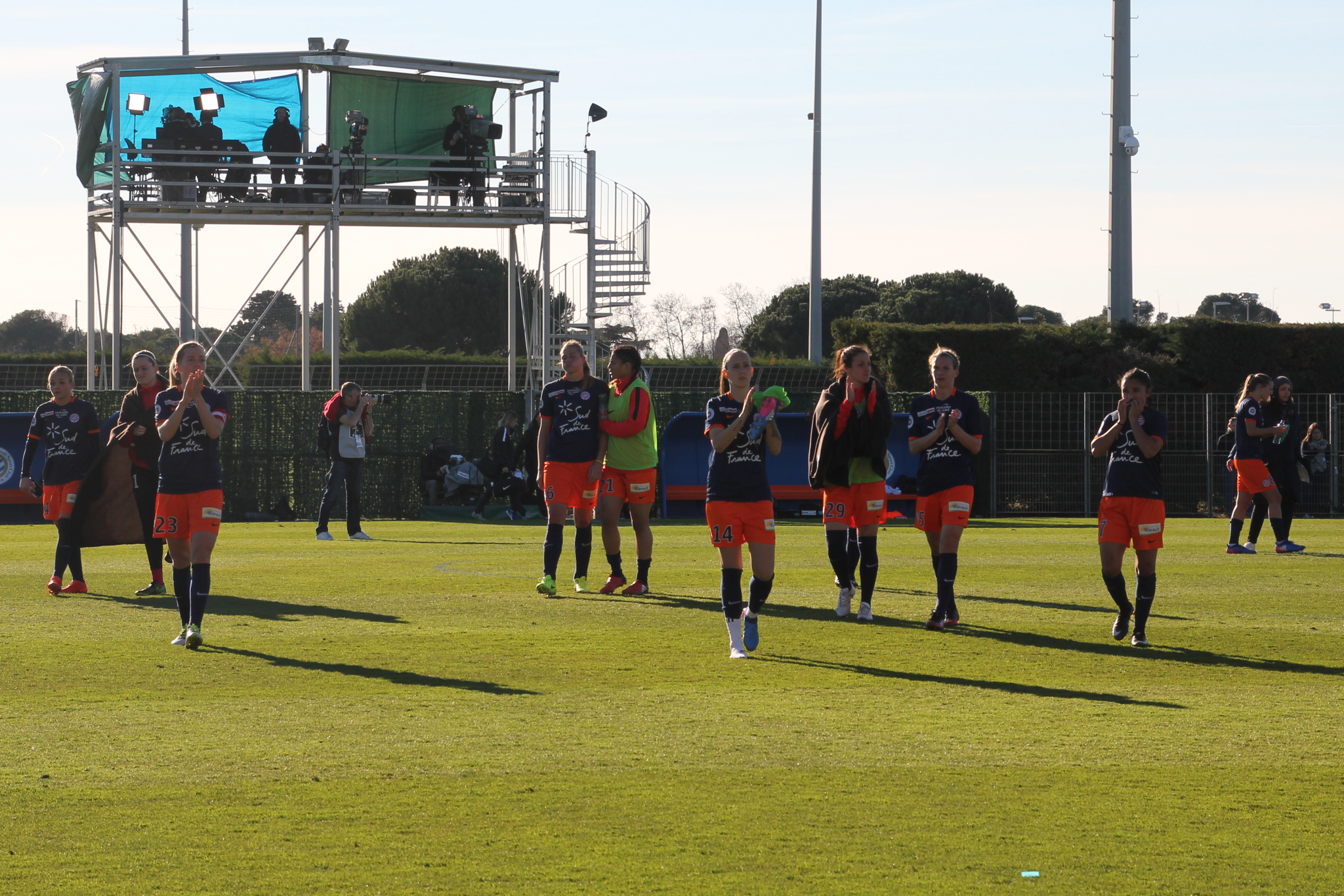

몽펠리에 에로 스포르 클뢰브(프랑스어: Montpellier Hérault Sport Club)는 프랑스의 몽펠리에를 연고로 하는 여자 축구 클럽이다. 1990년에 몽펠리에 HSC 산하 여자 축구단으로 설립되었으며, 현재 디비지옹 1 페미닌에 참가하고 있다.

## 성적
- 디비지옹 1 페미닌 2회 우승 (2004, 2005), 4회 준우승 (2006, 2007, 2009, 2017)
- 쿠프 드 프랑스 페미닌 3회 우승 (2006, 2007, 2009), 6회 준우승 (2003, 2010, 2011, 2012, 2015, 2016)